# Benholm
Benholm  ist eine Streusiedlung im Südosten der schottischen Council Area Aberdeenshire. Sie liegt rund vier Kilometer südwestlich von Inverbervie und 14 Kilometer nordöstlich von Montrose nahe der Nordseeküste. Sie gliedert sich in die Siedlungsbereiche Benholm, Nether Benholm und Stone of Benholm.

## Geschichte
Im Jahre 1475 ließ John Lundie das später zu einem Herrenhaus erweiterte Benholm Castle als Tower House errichten. In der Vergangenheit war Benholm eine prosperierende, landwirtschaftlich geprägte Ortschaft. Mit der abnehmenden wirtschaftlichen Bedeutung der Landwirtschaft wurden die Betriebe sukzessive aufgelassen. Während die Schmiede in den 1950er Jahren schloss, blieb die Schule noch bis 1968 geöffnet. 1972 wurde das 1992 abgebrochene Gemeindehaus verkauft. Das Postamt schloss 1988 und die denkmalgeschützte Benholm Parish Church 2004. Zwei Jahre später wurde Benholm in der Gesamtheit als Conservation Area geschützt.
Bereits seit dem 12. Jahrhundert wurden Mühlen in Benholm betrieben. Bei der heute als Museum betriebenen Mill of Benholm handelt es sich um die letzte erhaltene Wassermühle in der traditionellen Grafschaft Kincardineshire. Das Buch Sunset Song (deutsch: Das Lied vom Abendrot) des regionalen Schriftstellers Lewis Grassic Gibbon wurde erstmals 1971 in einer Fernsehserie durch die BBC filmisch umgesetzt. Die Szenen an der Mühle Long Robs wurden an der Mill of Benholm gedreht.

## Verkehr
Über die von Dunfermline nach Stonehaven führenden A92 ist Benholm direkt an das Fernverkehrsstraßennetz angeschlossen.